# Ricardo Valderrama
Ricardo Wrayan Valderrama Pérez (ur. 16 stycznia 1987) – wenezuelski judoka. Olimpijczyk z Londynu 2012, gdzie zajął siedemnaste miejsce w wadze półlekkiej.
Uczestnik mistrzostw świata w 2009, 2010, 2011, 2013 i 2014. Startował w Pucharze Świata w latach 2010-2012 i 2017-2019. Brązowy medalista igrzysk panamerykańskich w 2011 i 2019. Wygrał igrzyska Ameryki Południowej w 2010, mistrzostwa Ameryki Południowej w 2011, a także igrzyska boliwaryjskie w 2009. Triumfator igrzysk Ameryki Środkowej i Karaibów w 2010 i drugi w 2018. Zdobył cztery medale mistrzostw panamerykańskich w latach 2010 – 2018.

## Letnie Igrzyska Olimpijskie 2012
| Konkurencja | Eliminacje          | Klas. końcowa |
| Konkurencja | Przeciwnik I        | Miejsce       |
| ----------- | ------------------- | ------------- |
| 66 kg       | Rok Drakšič (SLO) P | 17.           |